# 夏緑
夏 緑（なつ みどり）は、日本の小説家、漫画原作者。女性。大阪府出身。神戸大学農学部卒業。京都大学大学院理学研究科博士課程修了。国家公務員採用I種試験合格。日本分子生物学会会員、宇宙作家クラブ会員。
代表作は、小説『ぷいぷい!』『風水学園』『葉緑宇宙艦テラリウム』『理央の科学捜査ファイル』、漫画原作『獣医ドリトル』『最新・日本経済入門』『ぼくらの推理ノート』シリーズなどのほか、学術書として『遺伝子・DNAのひみつ』シリーズがある。

## 概要
1994年「なつみどり」名義による小説『海賊船ガルフストリーム』で第6回ファンタジア長編小説大賞・佳作受賞。同作品が翌年、富士見ファンタジア文庫より出版され、小説家デビューを果たす。
4コマ漫画家としても、2度の受賞を果たしていた。最初の受賞は1992年の『ドラゴンクエスト4コマクラブ』（「タタラ」「秋茜」名義）になる。その後「なつみどり」名義で4コマ漫画家として読切を2作発表しているが、以後は作品を発表していない。
1993年には『第一回ABCラジオドラマシナリオ大賞』において『静寂の森』を投稿。最終選考に残っている。
ファンタジア長編小説大賞・佳作受賞の1994年、「月刊少年ギャグ王」10月号から『ぼくらの推理ノート』シリーズの第1弾『少年探偵彼方・ぼくらの推理ノート』の原作者として連載を開始。この作品より名義が『夏緑』となる。
他にも『ゴルゴ13』に原作を寄稿（『硝子の要塞』は『ゴルゴ13原作大賞』入選受賞作品。また、アニメ化もされている）。以降、同作品（スピンオフ作品『Gの遺伝子 少女ファネット』を含む）においてたびたび、脚本・科学考証担当スタッフとして参加している。

## 小説作品

### 富士見書房発刊作品
- 海賊船ガルフストリーム（富士見ファンタジア文庫）
- 理央の科学捜査ファイル シリーズ（富士見ミステリー文庫）
静寂の森の殺人（著者のラジオドラマシナリオ『静寂の森』の改作）
赤い部屋の殺意
そして私が消えてゆく
- 凍牙～The Scapegoat（月刊ドラゴンマガジン 龍皇杯収録短編・単行本未収録作品）

### エンターブレイン（旧アスキー&アスペクト）発刊作品
- タロット探偵MIKU シリーズ（ファミ通文庫）
風見館殺人事件
人体模型殺人事件
- ヴェルダ・サーガ（ファミ通文庫）

白隼のエルフリード
- プロミス・ガール（ファミ通文庫）

男子ご禁制!?

### 角川春樹事務所発刊作品
- イマジナル・ディスク（ハルキ文庫）

### メディアファクトリー発刊作品
- 葉緑宇宙艦テラリウム シリーズ（MF文庫J）
亜麻色の重鋼機（カルチベーター）乗り
真珠色の機甲天使（ホーリーエンジェル）
瑠璃色の水妖姫（マーメイド）
- 風水学園 シリーズ（MF文庫J）
逢魔が時の黒猫
神風の姫巫女
珊瑚礁の夏人魚
暗剣殺の魔王
首塚の夜叉姫
神無月の学園祭
太閤の魔城
凶星城の最終決戦
えくすとら「風の巻」
えくすとら「水の巻」
- 風水少女 シリーズ（MF文庫J）
竹林の舞姫
西から来たお嬢さま!
東から来た少女剣士!
- ぷいぷい! シリーズ 全11巻（MF文庫J）
- ぷりぷり! シリーズ 全3巻（MF文庫J）
- れも☆ねーど1～2巻 シリーズ（MF文庫J）

### ホビージャパン発刊作品
- 戦姫 シリーズ（HJ文庫）
天翔ける月天使
侵略の多国籍軍
少年は荒野に立つ
- くろかの（HJ文庫）
- 腐った林檎と吸血鬼（HJ文庫）
- ぼいレコ!（HJ文庫）
- 魔王学校に俺だけ勇者!? シリーズ（HJ文庫）
魔王学校に俺だけ勇者!?
魔王学校に俺だけ勇者!? 2
魔王学校に俺だけ勇者!? 3
魔王学校に俺だけ勇者!? 4
魔王学校に俺だけ勇者!? 5
魔王学校に俺だけ勇者!? 6
魔王学校に俺だけ勇者!? 7
魔王学校に俺だけ勇者!? 8
魔王学校に俺だけ勇者!? 9
魔王学校に俺だけ勇者!? 10
- ソード・ドラゴン・ソード（HJ文庫）

### スクウェア・エニックス発刊作品
- ドラゴンプラネット（EXノベルズ）

### リーフ出版発刊作品
- ドンこい! (ZIGZAG NOVELS)

### ポプラ社発刊作品
- ヒカリとヒカル　ふたごの初恋相談室（ドリームスマッシュ）/ ヒカリとヒカル　ふたごの初恋相談室（ポプラポケット文庫）
- ヒカリとヒカル　ふたごのオシャレ教室（ポプラポケット文庫）
- 科学探偵部ビーカーズ! シリーズ（ポプラポケット文庫）
出動!忍者の抜け穴と爆弾事件
激突!超天才小学生あらわる
怪盗参上!その名画いただきます
- ネコにも描けるマンガ教室 シリーズ（ポプラポケット文庫）
  - ネコにも描けるマンガ教室
  - ネコにも描けるマンガ教室2 もっと裏ワザ知りた～い!
  - ネコにも描けるマンガ教室3 みんなで本をつくっちゃおう!

### 小学館発刊作品
- 女子モテな妹と受難な俺 シリーズ（ガガガ文庫）
女子モテな妹と受難な俺
女子モテな妹と受難な俺2
女子モテな妹と受難な俺3
女子モテな妹と受難な俺4
女子モテな妹と受難な俺5
女子モテな妹と受難な俺6
女子モテな妹と受難な俺7
女子モテな妹と受難な俺8
女子モテな妹と受難な俺9
- 補習クラスのデバッガーズ（ガガガ文庫）

### 中外医学社発刊作品
- ライトノベルでざっくり学べる感染病原体入門『 ぼくのかわいい病原体』

### 宝島社発刊作品
- 暗黒魔王なオレ様TUEEE!（このライトノベルがすごい!文庫）

## 漫画原作

### ぼくらの推理ノート
- 少年探偵彼方 ぼくらの推理ノート（エニックス（現スクウェア・エニックス）/作画:井上いろは）
- 続・少年探偵彼方 ぼくらの推理ノート（エニックス/作画:祥寺はるか / キャラクターデザイン原案:井上いろは）
- ぼくらの推理ノート 聖クラリス探偵団（エニックス/作画:祥寺はるか）

### シリーズ外の作品
- 獣医ドリトル（ビッグコミック（不定期連載）・ビッグコミック増刊号 → ビッグコミック（毎号連載）/作画：ちくやまきよし）
- らせんの迷宮-遺伝子捜査-（ビッグコミック増刊号/作画：菊田洋之）
- 丼どん飯（ビッグコミック増刊号/作画：ちくやまきよし）
- しっぽの声（ビッグコミックオリジナル/作画：ちくやまきよし）
- タロット探偵MIKU『黒いラブレター』（エンターブレイン/作画:さいとうつかさ）
- リボルバー（スクウェア・エニックス/作画:東まゆみ）
- 風水学園（メディアファクトリー/作画:祥寺はるか）単行本全1巻
- バンケン（コミックチャージ/作画:ちくやまきよし）
- ぷいぷい!（メディアファクトリー/作画:なもり）単行本全3巻

### 学術・入門書
- 新・日本経済入門（小学館/作画：シュガー佐藤・石森章太郎プロ）
- 最新・日本経済入門（小学館/作画：シュガー佐藤・石森章太郎プロ）
- マンガで見る環境白書7（みんなでつなぐ千年の草原 環境庁・大蔵省・TREND-PRO/作画:井上いろは）
- マンガで見る環境白書8（未来への循環 環境庁・財務省・TREND-PRO/作画:石森章太郎プロ）
- NHKためしてガッテンシリーズ（小学館/作画：及川こうじ）
こうすればがんは防げる
こうすればがんは防げる　がん治療最前線編
こうすればアレルギーは防げる
- マンガEC入門（NTT Next/作画：石森章太郎プロ）
- 特命：使えるグループウェアを探せ!（日経BP/作画：石森章太郎プロ）
- 私も選挙につれてって!（財団法人明るい選挙推進協会/作画：ヤマダリツコ）
- 遺伝子DNAのひみつ（童心社/作画：ちくやまきよし）
- 科学で防災&サバイバル大百科（童心社/作画：マルモトイヅミ）
- ポケット図解（秀和システム/）
ポケット図解 遺伝子とDNAがよーくわかる本
ポケット図解 ウイルスと微生物がよーくわかる本
ポケット図解 進化論と生物の謎がよーくわかる本
ポケット図解 病原体と免疫がよーくわかる本
- これだけ！（秀和システム/）
これだけ！iPS細胞 [2014/12/19]
これだけ！生命の進化 [2015/1/28]

## エッセイ
- ソフトウェア・インプレッション（アスキー『ファミコン通信』）
- 命のふしぎを知るために（童心社『母のひろば』）
- 求められる漫画の脚本力・世界のメディアが日本に注目（電通『電通報』）
- メディア時評～東京一極集中からの脱皮を・全国向け放送に期待するグローバル化（民放連『民間放送』）

## 童話
- ま夜中のアリのぎょうれつ（産経新聞朝刊に掲載/全日出版刊・アンソロジー『タイム・バード』Vol.3に所収）

## その他
- アニメ「ゆるゆり」- 設定協力
- アニメ「笑ゥせぇるすまんNEW」 - 脚本